# Obús mediano BL de 5,5 pulgadas
El cañón BL de 5,5 pulgadas fue un cañón de artillería británico introducido a mediados de la Segunda Guerra Mundial para equipar baterías medianas.

## Historia
En enero de 1939, se emitió una especificación para un arma que no pesara más de 5,5 toneladas para reemplazar los obuses de 6 pulgadas y 26 cwt que se usaban con la mayoría de las baterías medianas. Para alcanzar el alcance deseado de 15 km, los estudios balísticos recomendaron la fabricación de un nuevo calibre de 5,5 pulgadas. El cerrojo de cerrojo interrumpido de Asbury presentaba inicialmente un mecanismo de disparo semiautomático utilizado en los cañones navales, que a menudo funcionaba mal en el campo y por lo tanto tuvo que ser reemplazado por un diseño más simple originado en la artillería de campaña de la Primera Guerra Mundial, mientras que el complejo hidroneumático Los equilibradores tuvieron que ser sustituidos por modelos de muelles, que eran más pesados, más baratos y menos exigentes.
Las primeras unidades fueron equipadas en el Reino Unido en el verano de 1941 y en el norte de África, un año después, 20 cañones equiparon las baterías británicas y francesas libres en El Alamein. Posteriormente también equipó a regimientos canadienses, australianos, sudafricanos, polacos e indios, y tras la guerra también fue utilizado por Nueva Zelanda. En la Segunda Guerra Mundial, la organización normal era un regimiento de 16 cañones organizado en dos baterías. El 5.5 se mantuvo en servicio después de la guerra. Fue utilizado por la Artillería Real en operaciones en Corea, Arabia del Sur y Borneo. Probablemente fue utilizado por el ejército indio en guerras contra Pakistán y por el ejército paquistaní contra la India en las montañas de Cachemira durante la Guerra de Kargil de 1999.

Las Fuerzas de Defensa de Sudáfrica lo utilizaron ampliamente en las primeras fases de la Guerra Fronteriza de Sudáfrica, incluida la Operación Savannah, llamándola G2 . Aproximadamente 72 todavía están en reserva por el ejército sudafricano . En el servicio británico de posguerra también reemplazó al cañón de campaña mediano BL de 4,5 pulgadas. Cuando se introdujeron las baterías de 6 cañones a finales de la década de 1950, los regimientos medianos tenían 18 cañones y la tercera batería de cada regimiento de campaña estaba equipada con obuses de 5,5 pulgadas en lugar de cañones de 25 libras. Permaneció en servicio en el Reino Unido con regimientos del Ejército Territorial hasta 1980 y en servicio en Australia hasta que fue reemplazado por el M198 alrededor de 1984.
El reemplazo del 5.5 en el Reino Unido fue el FH-70 remolcado de 155 mm, en servicio como L121. Los últimos 5,5 disparos se realizaron en el Reino Unido en 1995.
Cuando estaba en uso, el 5.5 generalmente era remolcado por el tractor de artillería AEC Matador. Desde la década de 1950, en servicio británico, el 5.5 normalmente era remolcado por un camión AEC Militant Mk 1 6x6, y más tarde por el tractor de artillería medio FV 1103 Leyland Martian 6x6.
Todos los cañones de 5,5 pulgadas se fabricaron en el Reino Unido.
| Preguerra | Septiembre-diciembre de 1939 | 1940 | 1941 | 1942 | 1943 | 1944 | 1945 |
| --------- | ---------------------------- | ---- | ---- | ---- | ---- | ---- | ---- |
| 3         | 2                            | -    | 177  | 221  | 908  | 295  | 73   |

## Descripción
Existían cuatro tipos de munición de 5,5 pulgadas, aunque sólo entraron en servicio tres y, tras la Segunda Guerra Mundial, cuatro, y las diferencias eran mínimas. Existieron dos tipos de transporte donde las diferencias fueron un mayor uso de soldadura y menos remachado . Los carros eran idénticos a los utilizados con el Ordnance BL Mark 2 de 4,5 pulgadas. Nunca se utilizó ningún enganche y el arma disparó con las ruedas en contacto con el suelo.
Los pesos de las armas varían según las fuentes: Ian Hogg afirma un "peso total en acción" de 6,19 toneladas, Nigel Evans da un "peso básico" de 5,3 "toneladas" no especificadas y un manual estadounidense de la Segunda Guerra Mundial afirma 5.751 toneladas.

Durante la Segunda Guerra Mundial, las cerraduras PL y las cajas deslizantes de CA (un componente separado del arma, unido a la parte inferior y a la cara del bloque de cierre usando un inserto de tubo con orificio estriado para iniciar el disparo de la carga en bolsa) usando tubos de 0,5 pulgadas (12,7 mm) los tubos fueron reemplazados por cerraduras PK y cajas deslizantes en Y usando tubos de 0,303 pulgadas (7,7 mm).
El cañón era operado por un hombre y tenía una mira de calibración estándar Probert. La mira del dial era inicialmente la número 7, pero fue reemplazada gradualmente por la número 9. En la década de 1960, las miras se convirtieron de grados, minutos y yardas a mil y metros. No había ningún telescopio antitanque. Al final de la guerra, se introdujo un adaptador de mira para permitir disparar en el registro superior (ángulo alto) cuando las ruedas estaban elevadas significativamente por encima del nivel de las palas.

### Guarnición

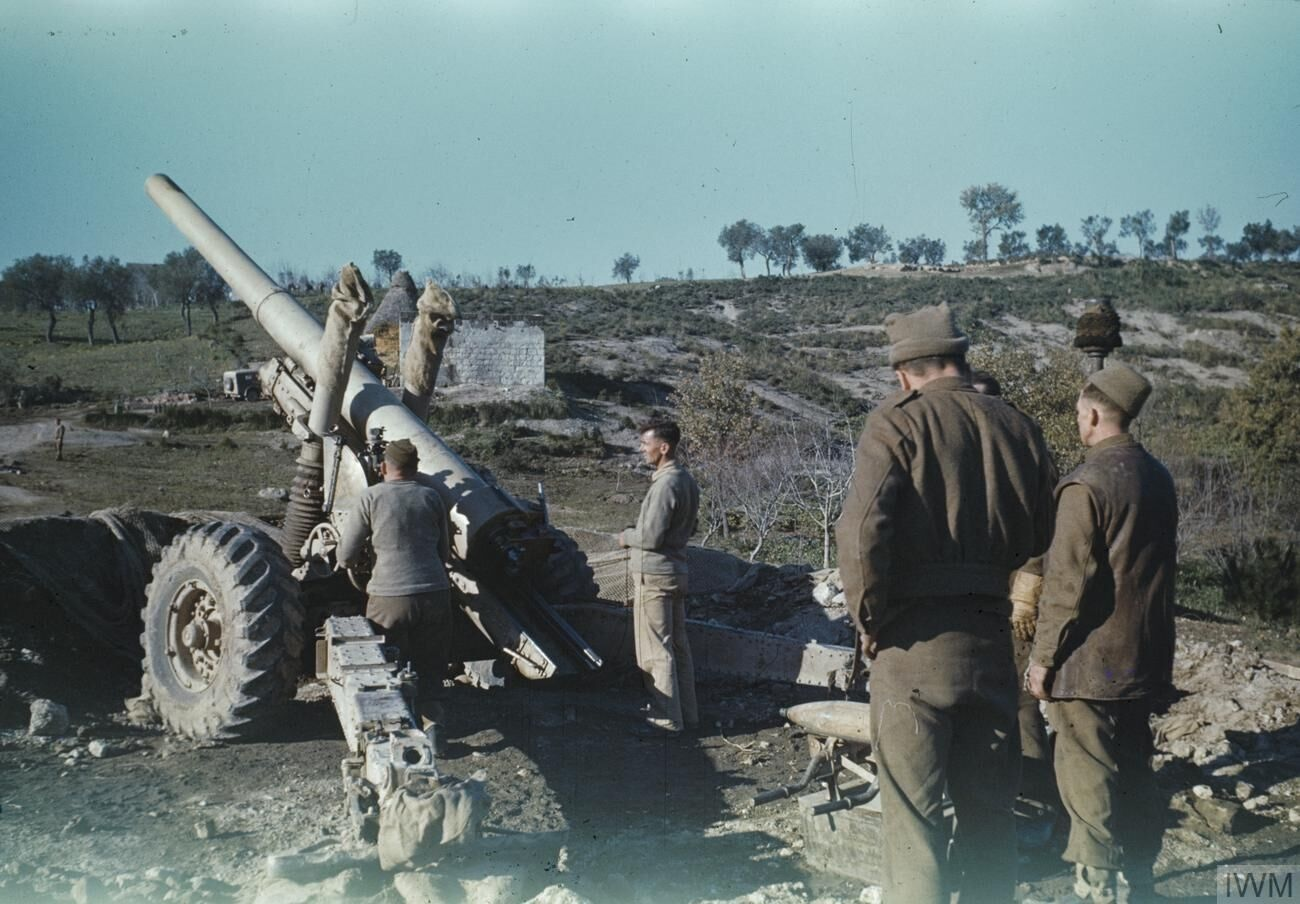
Una dotación de un cañón de 5,5 pulgadas espera la orden de arrancar el bombardero, cerca de Sessa Aurunca, en el valle del río Garigliano, durante la campaña italiana del 10 de enero de 1944.

El destacamento de cañones normal era de 10 hombres.
| Número | Función                         |
| ------ | ------------------------------- |
| N° 01  | Comandante del destacamento     |
| No. 02 | Operador de recámara y disparo. |
| No. 03 | Asesor                          |
| No 04  | Cargador y empujador            |
| No. 05 | Cargador y empujador            |
| No 06  | Preparador de cartuchos         |
| No. 07 | preparador de obús              |
| No 08  | preparador de obús              |
| No 09  | preparador de obús              |
| #10    | Supervisor de municiones        |

## Munición
Inicialmente, el cañón de 5,5 pulgadas disparaba un obús de 45 kg (100 libras), utilizando cuatro cargas en dos cartuchos para proporcionar una velocidad inicial máxima de 510 m/s y un alcance máximo de 15.000 metros.
En 1944, se introdujo un obús de 37 kg (82 libras) junto con el Charge Super, que proporcionaba una velocidad inicial máxima de 590 m/s y un alcance de 16.600 m. El obús nuevo y más ligero contenía 1,5 libras (0,68 kg) más de explosivo y reemplazó gradualmente al obús más antiguo y pesado.

Además de los proyectiles de alto explosivo (HE), había varios tipos de proyectiles químicos de humo de colores que pesaban entre 90 y 98 libras (41 y 44 kg) y 100 libras (45 kg); También se desarrollaron bengalas de colores. Después de la Segunda Guerra Mundial solo se utilizó HE. No había munición perforante para el cañón, pero en caso de emergencia se enseñó a los artilleros a quitar la espoleta de impacto y disparar el alto explosivo sin fundir como reemplazo perforante.
El detonador HE normal era el No. 117, un detonador de percusión e impacto que se introdujo en 1920 y se utilizó hasta la década de 1960. A finales de 1944, estuvo disponible la espoleta de proximidad T100.

## Variantes
Ninguna variante entró en servicio, aunque el Reino Unido desarrolló dos versiones autopropulsadas hasta la etapa de prototipo. El primero, en 1945, utilizó el tractor de armas Crusader (desarrollado a partir del tanque Crusader para remolcar cañones antitanques de 17 libras). Se trataba de un proyecto sin torre ni casamata.
El segundo, el FV3805, de la década de 1950, utilizaba un remolque cisterna Centurion, con el arma montada en una barbeta en una casamata completamente cerrada. El chasis estaba invertido, con el compartimento de combate cerrado en la parte trasera y el motor, antes en la parte trasera, ahora en la parte delantera. Se construyeron dos prototipos, uno de los cuales sobrevivió y está siendo restaurado.

## Galería

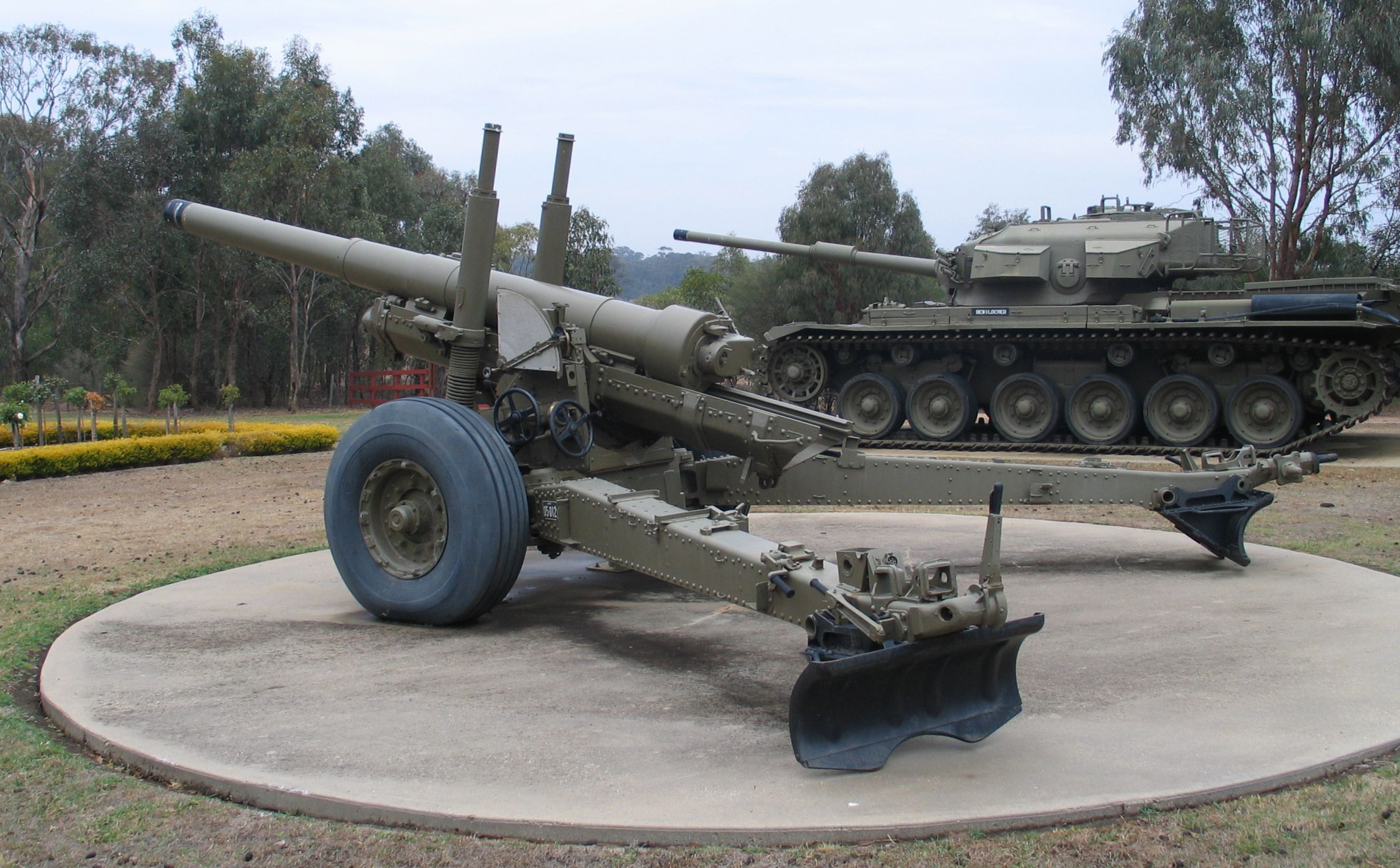
Vista lateral de un BL 5.5 Mk3 en Puckapunyal, Australia.
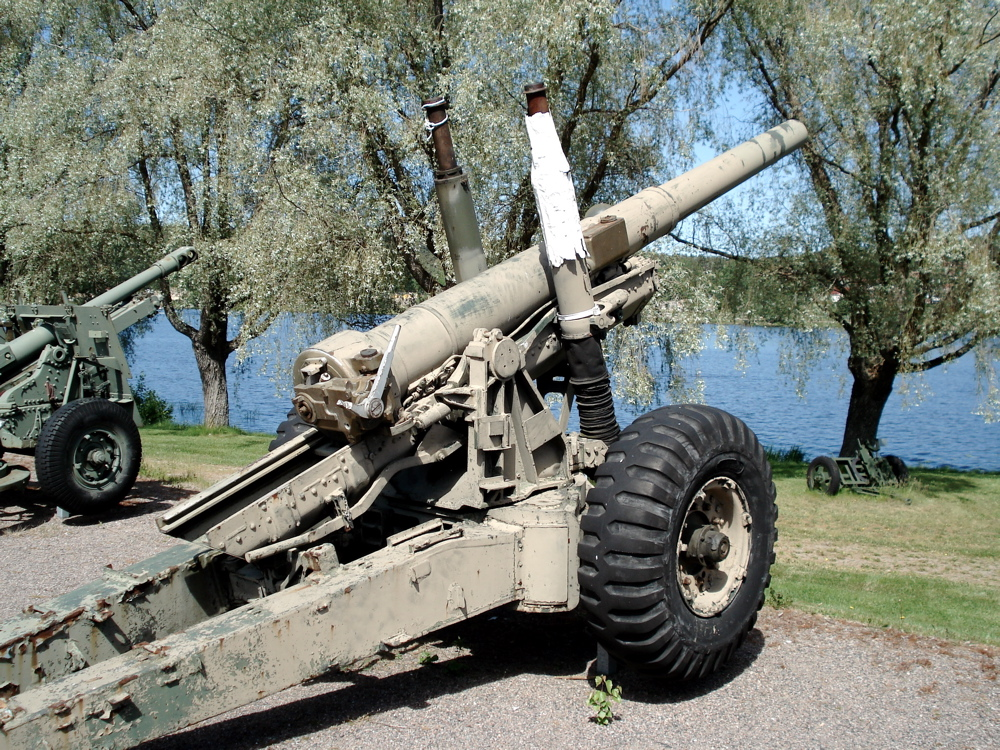
Vista trasera del BL 5.5 M3 M1939, mostrada en laMuseo de Artillería Finlandés.
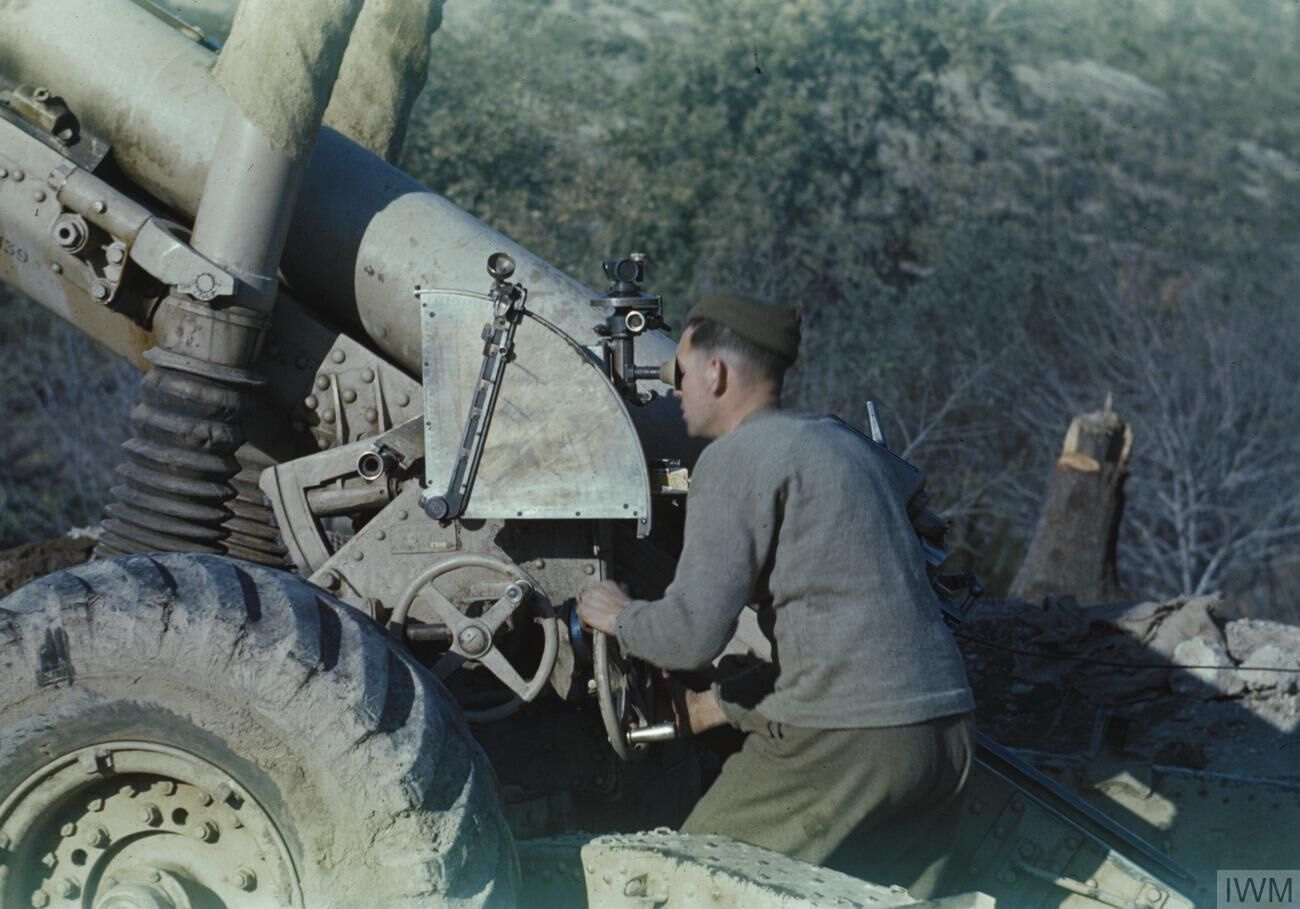
Un artillero británico utiliza la escala de mira y alcance de un obús de 5,5 pulgadas en 1944.
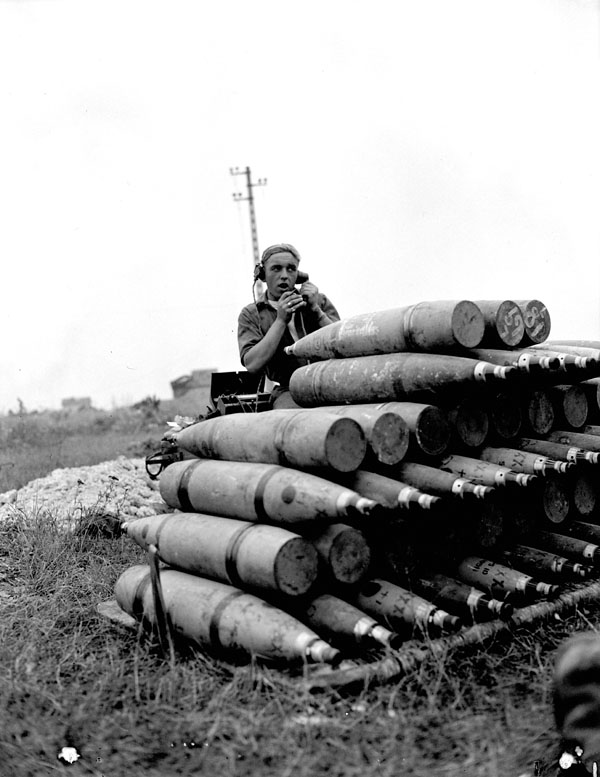
Comunicador canadiense con proyectiles durante un tiroteo en Francia, julio de 1944.
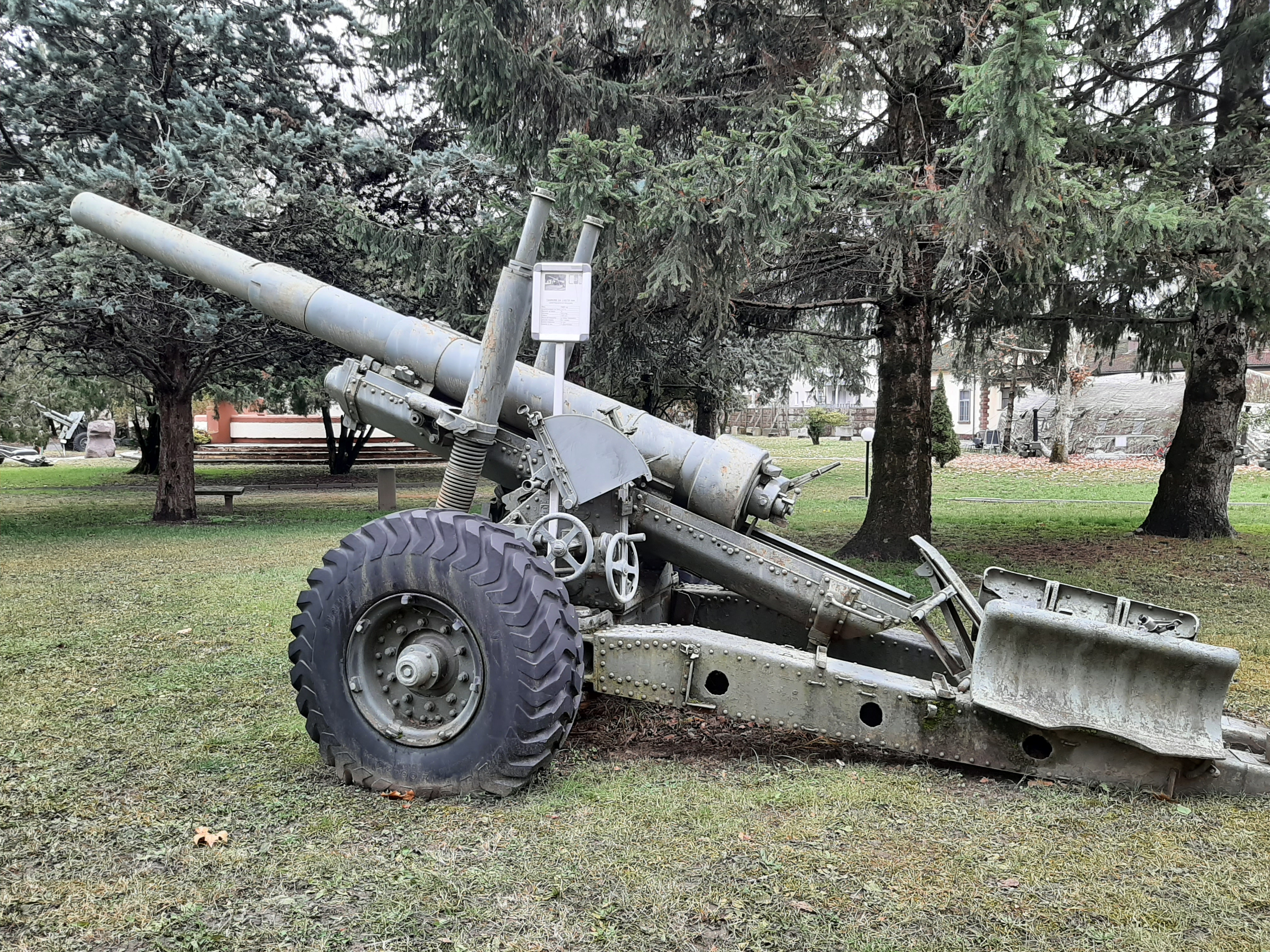
Un BL 5.5 en la base del 5.º Regimiento de Artillería de Montaña del ejército italiano.
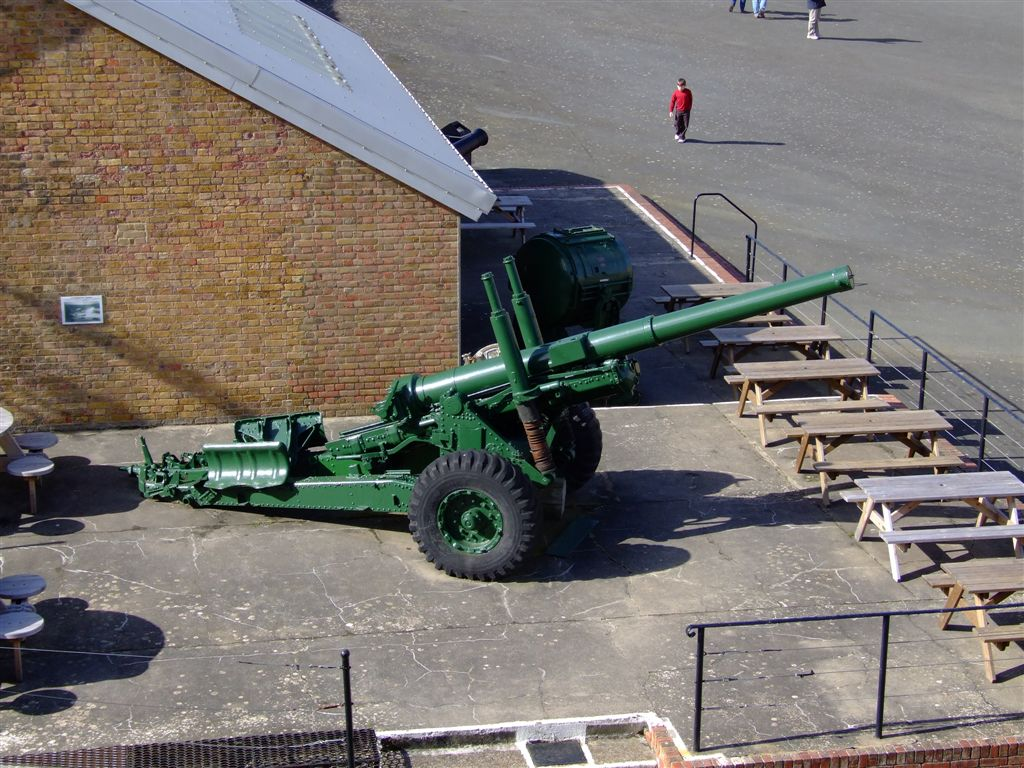
Obús BL 5.5 exhibido en Fort Newhaven, Inglaterra.

## Usuarios
- Sudáfrica
- Australia
- Birmania
- Canadá
- Francia
- India
- Irak
- Italia
- Malasia
- Namibia
- Nueva Zelanda
- Omán
- Pakistán
- Polonia
- Portugal
- Reino Unido

## Especímenes supervivientes

### Australia
- Museo Militar de Fort Lytton, en Brisbane.
- Museo Nacional de Veículos Militares de Edinburgh, en el sur de Australia.

### Francia
- Arromanches-les-Bains, en Normandía − Musée du Debarquement.
- Ranville, en Normandía − Memorial Pegasus.
- Falaise − Memorial des civils dans la guerre.

### India
- Hospital del Comando Sur, en Pune.
- Museo del Regimiento de Artillería, en la carretera de Nashik.

### Italia
- Caserma "Cesare Battisti", en Meran.

### Namibia
- 4ta Brigada de Artillería del Ejército de Namibia todavía en servicio operativo.

### Holanda
- Museo de la Guerra Overloon.

### Nueva Zelanda
- Museo del Ejército Nacional, en Waiouru.

### Reino Unido
- Museo de la Artillería Real.
- Museo del Regimiento Shropshire, en el Castillo de Shrewsbury.
- Tres obuses desplegados en una rotonda adyacente al MoD Donnington, en Telford.[7]
- Museo Imperial de la Guerra de Duxford.[8]
- Fuera de las líneas del 47.º Regimiento de Artillería Real en Larkhill.
- Fuera de las líneas de la Batería 203 (Elswick), Artillería Real, en Blyth, Northumberland.
- En el Forte Newhaven.